# Viničky
Viničky (in ungherese Szőlőske) è un comune della Slovacchia facente parte del distretto di Trebišov, nella regione di Košice.